# Виви Орнитир
Виви Орнитир (яп. ビビ・オルニティア Биби Орунитиа, англ. Vivi Ornitier) — персонаж серии Final Fantasy, созданный специально для Final Fantasy IX. Герой был создан Хидэо Минабой, и позже переработан Тэцуей Номурой для Kingdom Hearts II.
Дизайн Виви был основан на других персонажах-чёрных магах, появившихся в предыдущих играх серии. Он одет в синюю куртку, носит высокую жёлтую шляпу, и не имеет никаких черт лица, за исключением глаз.
Персонаж не был озвучен в Final Fantasy IX, но в Kingdom Hearts II он впервые заговорил голосом Икуэ Отани и Мелиссы Дисней на японском и английском языках соответственно. Потому что он был ключевым персонажем в сюжете, часть дизайна мира была сосредоточена на нем.
Виви Орнитир получил в основном положительные отзывы. Продавались различные товары, в том числе фигурки с героем. Он упоминается как эмоционально привлекательный персонаж и отличный герой для серии Final Fantasy, ссылаясь на простой дизайн.

## Появление
Виви Орнитир впервые появляется в самом начале игры Final Fantasy IX, и оказывается вовлечён в план группы Танталус по похищению принцессы Гарнет на праздновании её шестнадцатилетия в городе Александрия. Благодаря поддержке со стороны Зидана и Адельберта Штайнера Виви начинает верить в свои магические способности. После того, как герои обнаруживают завод чёрных магов в деревне Дали, он остаётся в группе для поиска правды о своём происхождении.
Позже выясняется, что Чёрные маги являются безмозглыми пехотинцами, созданными Куджей для завоевания Туманного Континента. Рост у них несколько больше, чем у Виви, и носят они фиолетовые куртки, а не синие, как у героя. Он отчаянно хочет выяснить правду о своём происхождении и причину своего существования, опасаясь, что цель его жизни — быть бездушной машиной для убийств. Виви также не понимает, почему он отличается от всех остальных чёрных магов. Истина открывается благодаря Кудже и магам, живущим в деревне Чёрных магов. Он узнаёт, что большинство магов живут всего один год, после этого они перестают двигаться, что подобно смерти человека. В то же время лидер Чёрных магов предполагает, что Виви является прототипом всех магических существ, который будет жить дольше, чем все остальные. История Виви до его поездки в Александрию была связана с Куаном, представителем расы Ку, которого Виви считал своим дедушкой. Они жили в пещере близ городка Трено. Тем не менее, Куан в конце концов умирает. Сам Виви покидает свой дом и едет в Александрию.
Герой сам не появляется в эпилоге. Вместо этого показывают пять других Чёрных магов, которые выглядят также, как Виви на празднике в Александрии, один из которых называет себя «сыном Виви». Тем не менее, судьба самого Виви остаётся неизвестной.

### Прочие появления
Виви также появился в игре-кроссовере Kingdom Hearts II; здесь ни разу не говорится о его магических способностях и не называют его Чёрный магом. Здесь герой является членом дисциплинарного комитета в Сумрачном Городе во главе с Сайфером Алмази. Виртуальная имитация Виви была на короткое время представлена на случай боя с Организацией XIII. Он также является играбельным персонажем в Itadaki Street Special. В Dissidia Final Fantasy и Final Fantrasy Origins появляется в руководствах данных игр. Фигурирует в музыкальном проекте Theatrhythm Final Fantasy.

## Отзывы
Виви был положительно оценён критиками и фанатами. В 2006 году на интерактивном фестивале в Эдинбурге редактор журнала Edge Маргарет Робертсон привела героя в качестве примера эмоционально привлекательного персонажа в серии игр Final Fantasy, заявив, что игроки знали, что с Виви может произойти что-то трагическое. Он занял второе место в списке «25 лучших сказочных персонажей», составленный сайтом IGN. Рецензент заявил, что в дизайне взято всё лучшее из старого и нового, хваля его за простой дизайн и авантюрный дух. Виви также описали как милого, отчасти из-за похожести на чёрного мага, нарисованного Ёситакой Амано, и за его цели узнать о своём существовании в данном мире. Редактор из IGN Дэвид Смит назвал появление персонажа долгожданным изменением предыдущих чёрных магов, которые появились ранее и выглядели одинаково. Он добавил, что хотел найти «очаровательную личность, что под шляпой», и, несмотря на немного предсказуемую эволюцию героя, любит болеть за неудачников. Критик из GameSpot Эндрю Вестал заявил, что почти у каждого персонажа в Final Fantasy IX есть забавные черты, в том числе и Виви. Эрин Белл из Game Critics описал актёрский состав Final Fantasy IX как в значительной степени неравномерный, тем не менее похвалил Виви за значительную роль в сюжете и огромное уважение к игрокам. У редактора Gaming Age Джима Кордэйры любимый персонаж — Виви Орнитир.